# مت اسمیت (بازیگر)
متیو رابرت اسمیت (انگلیسی: Matthew Robert Smith؛ زادهٔ ۲۸ اکتبر ۱۹۸۲) بازیگر انگلیسی است. او در ابتدا اشتیاق داشت که بازیکن حرفه‌ای فوتبال شود، اما مهره‌کافت باعث شد تا ورزش را کنار بگذارد. او به عضویت تئاتر ملی جوانان درآمد و نویسندگی و نمایش را در دانشگاه شرق انگلستان مطالعه کرد. او با نمایش‌های گوناگونی مانند قتل در کلیسای جامع و شنا با کوسه‌ها به روی صحنه رفت.
اسمیت برای حضورش در نقش دکتر یازدهم در مجموعهٔ علمی تخیلی دکتر هو (۲۰۱۰–۲۰۱۳) و در نقش شاهزاده فیلیپ، دوک ادینبرو در مجموعهٔ تاریخی تاج (۲۰۱۶–۲۰۱۷) شناخته شده‌است. او برای بازی در تاج نامزد دریافت جایزهٔ امی ساعات پربیننده شد. او از سال ۲۰۲۲ یکی از نقش‌های اصلی مجموعهٔ فانتزی خاندان اژدها را ایفا می‌کند. در سینما، اسمیت در درام رحم (۲۰۱۰)، فیلم اکشن نابودگر: جنسیس (۲۰۱۵)، وحشت دیشب در سوهو (۲۰۲۱) و فیلم ابرقهرمانی موربیوس (۲۰۲۲) حضور داشته‌است.

## فیلم‌شناسی

### فیلم
| سال  | عنوان                 | نقش                         | توضیحات              |
| ---- | --------------------- | --------------------------- | -------------------- |
| ۲۰۰۸ | در بروژ               | هری واترز جوان              | صحنه حذف شده         |
| ۲۰۱۰ | رحم                   | تامس                        |                      |
| ۲۰۱۱ | کریستوفر و نوعش       | کریستوفر ایشروود            |                      |
| ۲۰۱۲ | برت و دیکی            | برت بوشنل                   |                      |
| ۲۰۱۴ | رودخانه گمشده         | بلی                         |                      |
| ۲۰۱۵ | نابودگر: جنسیس        | الکس / اسکای‌نت / The T-5000 | تحت عنوان متیو اسمیت |
| ۲۰۱۶ | غرور و تعصب و زامبی‌ها | آقای پارسون ویلیام کالینز   |                      |
| ۲۰۱۸ | میپلتورپ              | رابرت مپل‌تورپ               |                      |
| ۲۰۱۸ | بیمار صفر             | مورگان                      |                      |
| ۲۰۱۸ | چارلی می‌گوید          | چارلز منسون                 |                      |
| ۲۰۱۹ | اسرار رسمی            | مارتین برایت                |                      |
| ۲۰۲۰ | خانه او               | مارک اسورث                  |                      |
| ۲۰۲۱ | دیشب در سوهو          | جک                          |                      |
| ۲۰۲۱ | بخشیده‌شده             | ریچارد گالووی               |                      |
| ۲۰۲۲ | موربیوس               | میلو موربیوس                |                      |

### تلویزیون
| سال       | عنوان                          | نقش                        | توضیحات                |
| --------- | ------------------------------ | -------------------------- | ---------------------- |
| ۲۰۰۶      | The Ruby in the Smoke          | Jim Taylor                 | فیلم تلویزیونی         |
| ۲۰۰۷      | The Shadow in the North        | Jim Taylor                 | فیلم تلویزیونی         |
| ۲۰۰۷      | Party Animals                  | Danny Foster               | Main role, 8 episodes  |
| ۲۰۰۷      | Secret Diary of a Call Girl    | Tim                        | 1 episode              |
| ۲۰۰۷      | خیابان                         | Ian Hanley                 | 2 episodes             |
| ۲۰۰۹      | Moses Jones                    | DS Dan Twentyman           | Miniseries, 3 episodes |
| ۲۰۱۰–۲۰۱۴ | دکتر هو                        | دکتر یازدهم                | Main role, 46 episodes |
| ۲۰۱۰      | ماجراهای سارا جین              | دکتر یازدهم                | 2 episodes             |
| ۲۰۱۳      | An Adventure in Space and Time | دکتر یازدهم                | فیلم تلویزیونی         |
| ۲۰۱۳      | The Five(ish) Doctors Reboot   | خودش                       | فیلم تلویزیونی         |
| ۲۰۱۶–۲۰۱۷ | تاج                            | شاهزاده فیلیپ، دوک ادینبرو |                        |
| ۲۰۲۱      | This Time with Alan Partridge  | دن میلنر                   | قسمت ۱                 |
| ۲۰۲۱      | Superworm                      | ابر کرم (صدا)              |                        |
| ۲۰۲۲      | خاندان اژدها                   | دیمون تارگرین              |                        |

### تئاتر
| سال       | عنوان                          | نقش              | محل برگزاری                            |
| --------- | ------------------------------ | ---------------- | -------------------------------------- |
| ۲۰۰۳      | قتل در کلیسای جامع             | توماس بکت        | تئاتر ملی جوانان                       |
| ۲۰۰۴      | مرشد و مارگاریتا               | Basoon           | Lyric Hammersmith                      |
| ۲۰۰۴      | Fresh Kills                    | Arnold           | تئاتر رویال کورت                       |
| ۲۰۰۵      | On the Shore of the Wide World | Paul Danzinger   | رویال اکسچینج، منچستر تئاتر ملی سلطنتی |
| ۲۰۰۵–۲۰۰۶ | The History Boys               | Lockwood         | Royal National Theatre                 |
| ۲۰۰۶      | Burn/Chatroom/Citizenship      | Tom/William/Gary | Royal National Theatre                 |
| ۲۰۰۷      | That Face                      | Henry            | Royal Court Theatre Upstairs           |
| ۲۰۰۷–۲۰۰۸ | شنا با کوسه‌ها                  | Guy              | تئاتر وودویل                           |
| ۲۰۰۸      | That Face                      | Henry            | تئاتر دوک یورک                         |
| ۲۰۱۳–۲۰۱۴ | روانی آمریکایی                 | Patrick Bateman  | تئاتر آلمیدا                           |
| ۲۰۱۶      | Unreachable                    | Maxim            | تئاتر رویال کورت                       |
| ۲۰۱۹      | ریه‌ها                          | M                | اولد ویک                               |